# Giro del Lazio 2008
Il Giro del Lazio 2008, settantaquattresima edizione della corsa, si svolse il 5 ottobre 2008 su un percorso di 198 km. Fu vinta dall'italiano Francesco Masciarelli che giunse al traguardo con il tempo di 5h12'08", alla media di 38,061 km/h. Era valida come evento dell'UCI Europe Tour 2008 categoria 1.1.
Partenza a San Cesareo con 98 ciclilsti, di cui 65 portarono a termine il percorso.

## Ordine d'arrivo (Top 10)
| Pos. | Corridore             | Squadra       | Tempo    |
| ---- | --------------------- | ------------- | -------- |
| 1    | Francesco Masciarelli | Acqua & Sap.  | 5h12'08" |
| 2    | Filippo Pozzato       | Liquigas      | a 4"     |
| 3    | Danilo Di Luca        | LPR Brakes    | s.t.     |
| 4    | Matteo Tosatto        | QuickStep     | s.t.     |
| 5    | Christian Pfannberger | Barloworld    | s.t.     |
| 6    | Damiano Cunego        | Lampre-N.G.C. | s.t.     |
| 7    | Roger Beuchat         | Diquigiovanni | s.t.     |
| 8    | Mauro Finetto         | CSF Group     | s.t.     |
| 9    | Francesco Failli      | Acqua & Sap.  | s.t.     |
| 10   | Stefano Garzelli      | Acqua & Sap.  | s.t.     |